# Tomášikovský park
Tomášikovský park je chráněný areál v katastrálním území obce Tomášikovo v okrese Galanta v Trnavském kraji na Slovensku. Území bylo vyhlášeno v roce 1983 a jeho rozloha je 22,89 hektaru. Předmětem ochrany je historický park, největší v okrese Galanta.